# Eduard Buïl i Navarro
Eduard Buïl i Navarro   (València, 8 de desembre de 1898 - València, 10 d'agost de 1973) fou un narrador, dramaturg i poeta valencià.
Fill de pares de classe humil amb ascendents aragonesos, la seva llengua materna no va ser el valencià –que va aprendre al carrer– sinó el castellà. Encara comptava molt pocs anys quan va morir son pare –músic d'orquestra, de professió–, la qual cosa deixà la família en una situació difícil.
Als divuit anys publicava els seus primers versos, iniciant així una carrera literària que se centraria ben aviat en el conreu de la narrativa i, sobretot, del teatre. El 1920 va publicar cinc narracions a El Cuento del Dumenge i, anys a venir, encara en eixirien dues més a Nostra Novel·la.
Al llarg de la seva vida va estrenar trenta-dues obres en valencià, entre les quals es troben comèdies en vers i en prosa, sainets, sarsueles, etc, i una obra en castellà, a Madrid, escrita en col·laboració amb Felip Melià. El 1922 s'incorporà a la Joventut de Lo Rat Penat. També va ser un participant assidu als Jocs Florals organitzats anualment per aquesta societat, on el 1930 va obtenir el títol d'Honorable Escriptor amb «El poema de València», i a l'any següent amb «Inmensitat» assolia la dignitat de Mestre en Gay Saber. L'any 1921 havia ingressat com a periodista en la redacció d'El Mercantil Valenciano, on va exercir igualment les funcions de crític teatral.